# Олевано сул Тушано
Олевано сул Тушано (итал. Olevano sul Tusciano) је насеље у Италији у округу Салерно, региону Кампанија.
Према процени из 2011. у насељу је живело 6399 становника. Насеље се налази на надморској висини од 191 м.

## Географија
| Клима (Олевано сул Тушано) | Клима (Олевано сул Тушано) | Клима (Олевано сул Тушано) | Клима (Олевано сул Тушано) | Клима (Олевано сул Тушано) | Клима (Олевано сул Тушано) | Клима (Олевано сул Тушано) | Клима (Олевано сул Тушано) | Клима (Олевано сул Тушано) | Клима (Олевано сул Тушано) | Клима (Олевано сул Тушано) | Клима (Олевано сул Тушано) | Клима (Олевано сул Тушано) | Клима (Олевано сул Тушано) |
| Показатељ \ Месец          | .Јан.                      | .Феб.                      | .Мар.                      | .Апр.                      | .Мај.                      | .Јун.                      | .Јул.                      | .Авг.                      | .Сеп.                      | .Окт.                      | .Нов.                      | .Дец.                      | .Год.                      |
| -------------------------- | -------------------------- | -------------------------- | -------------------------- | -------------------------- | -------------------------- | -------------------------- | -------------------------- | -------------------------- | -------------------------- | -------------------------- | -------------------------- | -------------------------- | -------------------------- |
| Средњи максимум, °C (°F)   | 13,2 (55,8)                | 14,0 (57,2)                | 16,1 (61)                  | 18,6 (65,5)                | 22,9 (73,2)                | 26,7 (80,1)                | 29,1 (84,4)                | 29,5 (85,1)                | 27,0 (80,6)                | 22,8 (73)                  | 18,1 (64,6)                | 14,2 (57,6)                | 29,5 (85,1)                |
| Средњи минимум, °C (°F)    | 4,9 (40,8)                 | 5,2 (41,4)                 | 6,5 (43,7)                 | 8,4 (47,1)                 | 11,7 (53,1)                | 15,1 (59,2)                | 17,5 (63,5)                | 17,8 (64)                  | 15,9 (60,6)                | 12,6 (54,7)                | 8,7 (47,7)                 | 6,0 (42,8)                 | 4,9 (40,8)                 |
| [ тражи се извор ]         |                            |                            |                            |                            |                            |                            |                            |                            |                            |                            |                            |                            |                            |

## Становништво
| 1931. | 1936. | 1951. | 1961. | 1971. | 1981. | 1991. | 2001. | 2011. |
| ----- | ----- | ----- | ----- | ----- | ----- | ----- | ----- | ----- |
| 3.490 | 3.985 | 4.862 | 5.070 | 5.037 | 5.828 | 6.216 | 6.399 | 6.883 |